# 59 Dywizja Strzelecka (ZSRR)
59 Dywizja Strzelecka (ros. 59-я стрелковая дивизия) – związek taktyczny piechoty Armii Czerwonej.
W czerwcu 1941 w składzie 59 Korpus Strzelecki, 1 Armii Dalekowschodniej.

## Struktura organizacyjna
W jej skład wchodziły: 
- 124 Pułk Strzelecki
- (?) Pułk Strzelecki
- (?) Pułk Strzelecki
- 37 Pułk Artylerii
- 44 Pułk Artylerii,
- batalion przeciwpancerny,
- batalion artylerii przeciwlotniczej,
- batalion zwiadu,
- batalion saperów
- inne służby.